# Estados Federados da Micronésia
Os Estados Federados da Micronésia (siglados como EFM; em inglês:  Federated States of Micronesia, siglados como FSM), coloquialmente chamados apenas de Micronésia (em inglês:  Micronesia, pronunciado em inglês: [maɪkroʊˈniːʒə] (escutarⓘ)), são uma nação insular da Oceania, composta por cerca de 607 ilhas que se estendem por 2 900 km pelo arquipélago das Ilhas Carolinas no oceano Pacífico, a leste das Filipinas e a norte da Papua-Nova Guiné. O país é um Estado soberano em livre associação com os Estados Unidos, país que tem total responsabilidade pela defesa dos EFM. O território do atual Estado fazia parte do Protetorado das Ilhas do Pacífico, das Nações Unidas, sob administração tutelar dos Estados Unidos. Em 1979, o país adotou uma constituição e, em 1986, a independência foi alcançada sob um Tratado de Livre Associação com os Estados Unidos.
O país é composto por quatro principais grupos de ilhas-estados: Chuuk, Kosrae, Yap e Pohnpei, onde localiza-se a capital Paliquir (Palikir, em inglês). Separada dos quatro principais estados, estão as ilhas de Nukuoro e Kapingamarangi, que geográfica e politicamente fazem parte da Micronésia, porém linguística e culturalmente, seriam mais adequadamente associados à Polinésia (os idiomas falados nestas duas ilhas são da família samoana das línguas polinésias). A maior cidade dos EFM é Kolonia, capital de Pohnpei.
Os Estados Federados da Micronésia são governados por um congresso unicamaral com catorze membros eleitos por voto popular. Quatro senadores — um de cada estado — têm mandatos de quatro anos; os restantes dez senadores representam os distritos de acordo com a correspondente população e têm mandatos de dois anos. O presidente e o vice-presidente são eleitos pelo Congresso de entre os quatro representantes dos estados, para mandatos de quatro anos. As suas posições no Congresso são depois preenchidas por eleições especiais. Não existem partidos políticos organizados.

## História
O primeiro europeu a visitar as ilhas Carolinas, em 1527, foi o explorador português Diego da Rocha, que chamou-as de "Ilhas Sequeira", mas os navegadores espanhóis, que as conheceram a partir de 1543, chamaram-lhes "Novas Filipinas", até que o almirante Francisco Lazeano lhes deu o nome de Carolinas, em homenagem ao rei Carlos II de Espanha, em 1686. No entanto, só em 1875 a coroa espanhola declarou suas estas terras, fazendo algumas tentativas para fazer valer o seu direito contra a Alemanha, que tinha ocupado Yap e pediu a arbitragem do papa Leão XIII em 1885, que decidiu a favor de Espanha, mas permitindo aos alemães direitos de comércio livre. Só então Espanha começou a ocupar aquelas ilhas, em 1886. Em 1899, após a Guerra Hispano-Americana, a Espanha vendeu as ilhas à Alemanha por 25 milhões de pesetas (cerca de 1 milhão de libras).
Em 1914, a administração alemã terminou quando a marinha japonesa tomou, à possessão militar, as Ilhas Marshall, Carolinas e Mariana do Norte. O Japão iniciou sua administração formal sob um mandato das Liga das Nações em 1920. Durante este período, a população japonesa na Micronésia chegou a cerca de 100 000 habitantes, enquanto a população indígena era cerca de 40 000}. A cana-de-açúcar, a mineração, a pesca e a agricultura tropical tornaram-se as maiores fontes de renda da colônia.
A Segunda Guerra Mundial trouxe um fim abrupto à relativa prosperidade experimentada durante a administração civil japonesa. Ao final da guerra, a maioria da infraestrutura existente havia sido devastada pelos bombardeamentos, e as ilhas e a população haviam sido explorados pelo exército japonês ao ponto de empobrecimento.
Em 1947, as Nações Unidas criaram o Protetorado das Ilhas do Pacífico (PIP). Ponape, Truk, Yap, Palau, as Ilhas Marshall e as Ilhas Marianas, juntas, constituíram o PIP. Os Estados Unidos aceitaram o papel de administrar a região, o único membro da ONU a ser designado como "Tutor de Segurança", cuja disposição final estava para ser determinada pelo Conselho de Segurança da ONU. Como administrador das ilhas, os Estados Unidos deveriam "promover avanços na economia e auto-sustentabilidade dos habitantes."
Em 10 de maio de 1979, quatro dos distritos do Protetorado ratificaram uma nova constituição para criar os Estados Federados da Micronésia. Os distritos vizinhos de Palau, das Ilhas Marshall e das Ilhas Marianas optaram por não participar. O honorável Tosiwo Nakayama, ex-presidente do Congresso da Micronésia, tornou-se o primeiro presidente dos EFM e o ex-presidente de seu gabinete. Os EFM assinaram um Tratado de Livre Associação com os Estados Unidos, que entrou em vigor em 3 de novembro de 1986, marcando a emergência de tutela da Micronésia para sua independência. Sob o tratado, os Estados Unidos teriam total autoridade e responsabilidade na defesa dos EFM. Esta relação de segurança pode ser mudada ou terminada por um acordo mútuo. O tratado prevê concessão de fundos por parte dos Estados Unidos e um programa federal de assistência aos EFM. O emendar da prestação de assistência financeira veio online em 2004. A básica relação de livre associação continua indefinidamente.

## Geografia

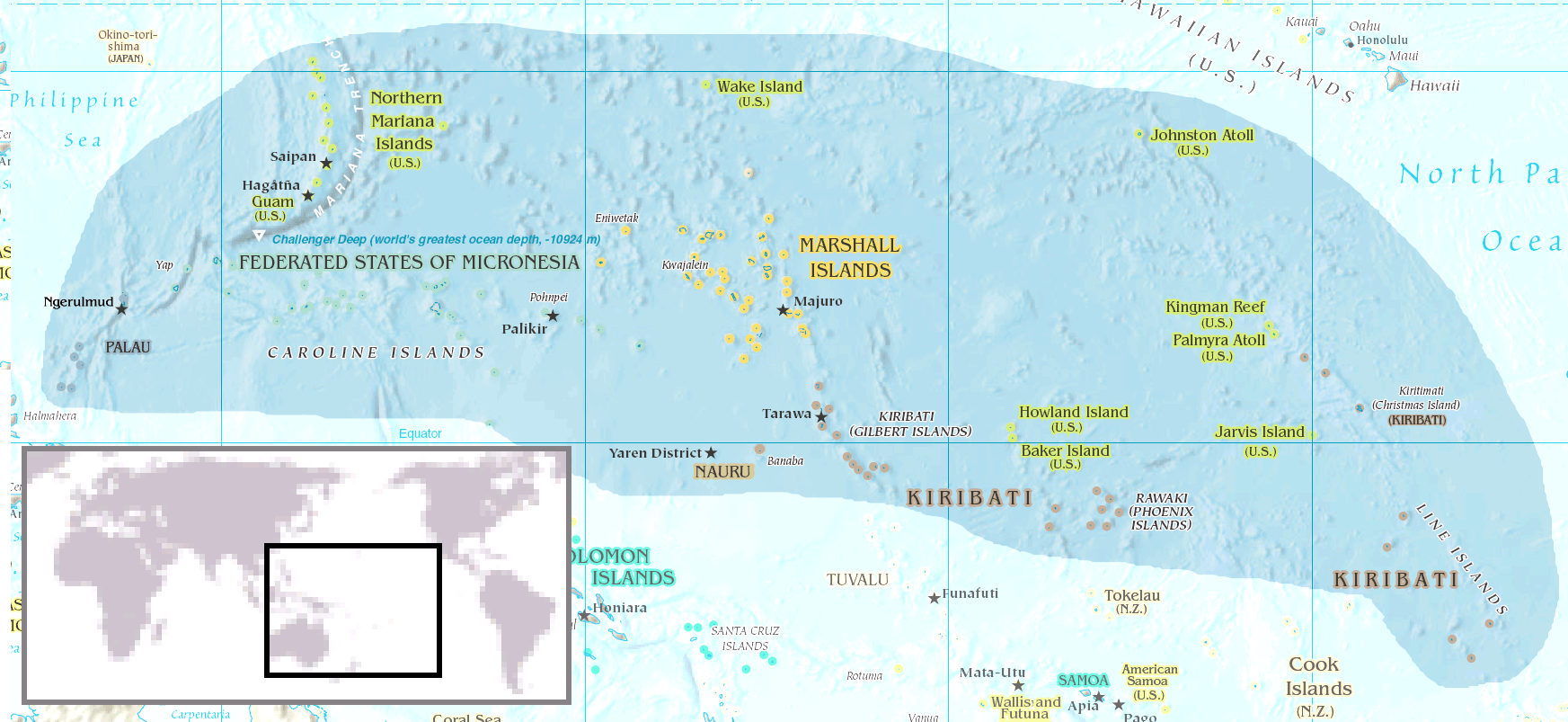
Mapa dos Estados Federados da Micronésia

Os Estados Federados da Micronésia possuem 607 ilhas que se estendem por 2 900 km (1 800 milhas) pelo arquipélago das Ilhas Carolinas, a leste das Filipinas. Os quatro grupos de ilhas constituintes são: Yap, Chuuk (chamada de Truk até janeiro de 1990), Pohnpei (Ponape até novembro de 1984), e Kosrae. A capital federal é Paliquir (Palikir, em inglês), em Pohnpei. Separada dos quatro principais estados, estão as ilhas de Nukuoro e Kapingamarangi, que geograficamente e politicamente fazem parte da Micronésia, porém linguisticamente e culturalmente, seriam da Polinésia: os idiomas falados nestas duas ilhas são da família samoana das línguas polinésias.
A Micronésia goza de um clima tropical, com altas temperaturas ao longo do ano. A chuva é geralmente abundante, e Pohnpei é, supostamente, um dos lugares mais úmidos do planeta, com até 8,4 m (330 in) de chuva por ano. No entanto, há condições de seca que ocorrem periodicamente na Micronésia, especialmente quando o fenômeno El Niño move-se para a parte Oeste do oceano Pacífico, e as fontes subterrâneas encolhem em proporções emergenciais. Tufões tropicais são uma ameaça anual, particularmente aos atóis de baixa altitude.

## Demografia
A população é contada em 112 640 habitantes (2018), sendo micronésios 87%, polinésios 11,5%, outros 1,5% (1996).

### Religião
Aproximadamente 95,4% dos micronésios seguem o Cristianismo. Várias denominações protestantes, assim como a Igreja Católica, estão presentes em todos os estados da Micronésia. A maioria dos grupos protestantes têm suas raízes em missionários americanos.

## Política
Os Estados Federados da Micronésia são governados pela constituição de 1979, que garante os direitos humanos fundamentais e estabelece uma separação dos poderes governamentais. O Congresso de uma só câmara tem catorze membros eleitos pelo voto popular. Quatro senadores — um para cada estado — servem mandatos de quatro anos; os restantes dez senadores representam os distritos de acordo com a respetiva população e têm mandatos de dois anos.
O presidente e o vice-presidente são eleitos pelo Congresso de entre os quatro representantes dos estados, para mandatos de quatro anos, e auxiliados por um gabinete nomeado por eles. As suas posições no Congresso são depois preenchidas por eleições especiais. Não há partidos políticos organizados.

## Subdivisões
Os Estados Federados da Micronésia, assim como o nome indica, são uma federação, divida em quatro estados autônomos. Estes, por sua parte, são divididos em municípios. Eis abaixo uma lista dos estados, suas bandeiras, capitais, área terrestre, população e densidade populacional:
| Bandeira | Estado  | Capital | Área    | População | Densidade   | Mapa |
| -------- | ------- | ------- | ------- | --------- | ----------- | ---- |
| Chuuk    | Chuuk   | Weno    | 127 km² | 54 595    | 420 hab/km² |      |
| Kosrae   | Kosrae  | Tofol   | 110 km² | 9 686     | 70 hab/km²  |      |
|          | Pohnpei | Kolonia | 346 km² | 74 685    | 100 hab/km² |      |
| Yap      | Yap     | Colonia | 118 km² | 16 436    | 95 hab/km²  |      |

## Economia

Principais produtos de exportação da Micronésia em 2019.

Apesar das suas potencialidades turísticas (paisagem natural intacta, equilíbrio ecológico e belas praias), esta é uma indústria que se encontra ainda largamente por desenvolver.

## Turismo
O conjunto de ilhas que formam os Estados Federados da Micronésia oferece ao visitante a oportunidade de conhecer um paraíso do relaxamento e do bem estar, em qualquer das areias brancas que rodeiam cada um dos estados. A Micronésia proporciona realizar numerosas excursões e mover-se de uma ilha para outra e conhecer uma cultura, uma história e uma língua diferente em cada uma delas.